# Оленівка (Вінницький район)
Оле́нівка — село в Україні, у Вороновицькій селищній громаді Вінницького району Вінницької області.

## Історія
Село Оленівка розташоване за 25 км від м. Вінниця і за 9 км від залізничної станції Гуменне. Розкинулось на лівому березі верхньої течії невеличкої річки Десенки, притоки Південного Бугу і є адміністративним центром сільської округи, до якої входить село Олександрівка.
Перші документальні згадки про село належать до 1765 року, кінця XVIII століття. У 1790 році село налічувало 45 хат.
Головним заняттям жителів села було землеробство. Крім того населення займалось торгівлею соснових дощок, які заготовлялись на Поліссі, а також ткацтвом.
За одним із переказів назва села Оленівка походить від імені вдовиці Олени, яка була переселена з сім'єю, за іншим — село назване так в честь доньки пана, Олени.
В 1778 році була побудована церква, а в 1868 році побудовано нову церкву׃ дерев'яну на кам'яній основі. І названу на честь Покрови Божої Матері першим приходським священиком Мефодієм Горошкевичем та прихожанами. Першим священиком села був Данило Горошкевич, що прослужив в приході до 1811 року. З 1811 року священиком села став син Данила Горошкевича, який закінчив курси Шаргородської семінарії. Третім священиком став онук Данила - Мефодій Горошкевич, який служив в приході з 1857 року. В 1864 році було відкрито церковно-приходську школу. Засновник — отець Никанор..
Протягом 1932—1933 року під час Голодомору померло 115 людей. 5 чоловік померло від голодомору у 1947 році. У 1991 році з ініціативи голови ради ветеранів Тихончука І. І. на сільському кладовищі збудовано пам'ятник «Жертвам голодомору».
У 1935 році Оленівська семирічна школа зробила перший випуск. Випускником цієї школи був Поліщук Іван Євтухович, який за успішне виконання бойових завдань на фронтах війни був нагороджений орденами: бойового Червоного Прапора, Вітчизняної війни першого ступеня, Вітчизняної війни другого ступеня, Червоної зірки та багатьма іншими медалями.
В роки Другої світової війни 1941—1945 років 245 мешканців села на різних фронтах воювали у війні. Смертю хоробрих поліг на берегах Волги голова колгоспу «Шляхом Леніна» Гринчук Василь Іванович. Страшні дні блокади в Ленінграді пережив Поліщук Ярема Андрійович, під Севастополем та Одесою бив ворога Присяжнюк Євген Петрович, з боями до Німеччини прийшов капітан саперної частини Поліщук Іван Євтухович.
До рідного села не повернулись з фронтів близько 120 воїнів, імена яких навічно записані до книги пам'яті.
В березні 1944 року радянські війська звільнили Вінниччину, а 13 березня 1944 року звільнено від німецьких загарбників село Оленівку.
У важкі післявоєнні роки відбудови народного господарства весь тягар важкої праці ліг на жінок. Перші трактори повели на колгоспні поля Опаріна Ліда, Хмарук Ліда, Романюк Ліда, Колісник Надія. В колгоспній слюсарні трудився Марчук Мусій, у стельмашні — Андрійченко Василь. Післявоєнними головами були: Буряк Дмитро Семенович та Мельник Андрій Данилович. Головою сільради — Присяжнюк Василь Прокопович. В квітні 1946 року колгосп РСЧА очолив комуніст Бондар Філімон Федорович. Головою Оленівської сільської ради обрано Поліщука Микиту Вакумовича.
У 1947 році на посаду директора Оленівської семирічної школи був призначений Поліщук Іван Євтухович. Його першим завданням було охоплення всіх дітей навчанням, а їх у Оленівському мікрорайоні (за спогадами Поліщука І. Є.) було більше 350 осіб. Вони проживали в трьох селах: Оленівка, Олександрівка та Жабелівка. Всіх класів було 14. Навчалися у дві зміни. Третя зміна — вечірнє навчання.
У 1956 році було відкрито середню школу, яка у 1959 році зробила свій перший випуск.
З 1957 року розпочинається будівництво нової середньої школи, оскільки катастрофічно не вистачало кабінетів. 15 жовтня 1963 року нову школу було відкрито. Велику допомогу у будівництві школи надали колгоспи сіл: Оленівка, Олександрівка та Жабелівка.
За високі показники в розвитку зернових і технічних культур колгосп був учасником всесоюзної сільськогосподарської виставки в Москві в 1958 році. В цьому ж році Бондара Філімона Федоровича нагороджено орденом «Трудового Червоного Прапора», а в 1965 році орденом «Знак пошани».
В 1976 році об'єднали колгоспи «Шляхом Леніна» села Оленівка і «Богатир» села Олександрівка. Головою об'єднаного колгоспу «Шляхом Леніна» був Штурма Олександр Григорович. У 1982 році новим головою колгоспу став Ровінський Володимир Олександрович, який працював на цій посаді до 1985 року. У 1985 році головою колгоспу обрано Вербу Миколу Наумовича. В 1992 році пройшло розпаювання землі. 17 листопада 1992 року колгосп «Шляхом Леніна» перейменовано в КСП «Поділля». В 1993 році в селі утворилося два фермерських господарства. З 1997 року КСП «Поділля» є правонаступником СТОВ «Поділля», директором якого обрано Правдюка Миколу Андрійовича.
В Оленівській середній школі працював вчителем Присяжнюк Іван Оксентович. Під час своєї педагогічної діяльності він брав участь в районних, обласних та республіканських змаганнях народної творчості. Малював картини про рідне село, які прикрашають стіни рідної школи. Він цікавився історією і збирав унікальні старовинні речі, плекаючи надію, що колись буде музей. Будучи пенсіонером працював над створенням музею. 28 квітня 1995 року було відкрито виставку його творчості, яка діяла протягом двох місяців. А 15 липня 1997 року в обласному управлінні культури було зареєстровано як народний музей історії села Оленівка. Ця людина була в числі організаторів будівництва церкви в селі, криниці біля цвинтаря. Він реставрував матеріали про голодомор. 10 лютого 2000 року цієї людини не стало. Селу залишилися всі добрі справи, до яких торкалися руки Присяжнюка Івана Оксентовича.
Село постраждало внаслідок геноциду українського народу, проведеного урядом СССР 1932—1933.

## Населення

### Мова
Розподіл населення за рідною мовою за даними перепису 2001 року:
| Мова       | Кількість | Відсоток |
| ---------- | --------- | -------- |
| українська | 675       | 98.69%   |
| російська  | 9         | 1.31%    |
| Усього     | 685       | 100%     |

## Спорт
ФК «Штурм Оленівка» — футбольний клуб села Оленівки, Вінницького району, який був створений влітку 2012 року за ініціативи Миколи Поліщука та вперше в історії села заявлений на чемпіонат вінницького району з футболу в Першій лізі. Свій дебютний сезон команда провела блискавично, програвши лише один матч Оленівка посіла перше місце та перейшла до Вищої ліги, де вже у наступному сезоні молодий колектив доводи в що є один з найкращих у Вінницькому районі постійно перебуваючи у верхній частині турнірної таблиці, а в 2016 році стала переможцем Зимового Кубку району з футзалу.

## Уродженці села
- Шалковський Іван Григорович (1916—1998) — лікар-хірург, голова Української республіканської ради управління курортами профспілок.
- Надія Юзефович (*5 листопада 1928; с. Оленівка, Вінницька область) — український педагог, поетеса.

## Галерея

Братська могила жертв Голодомору
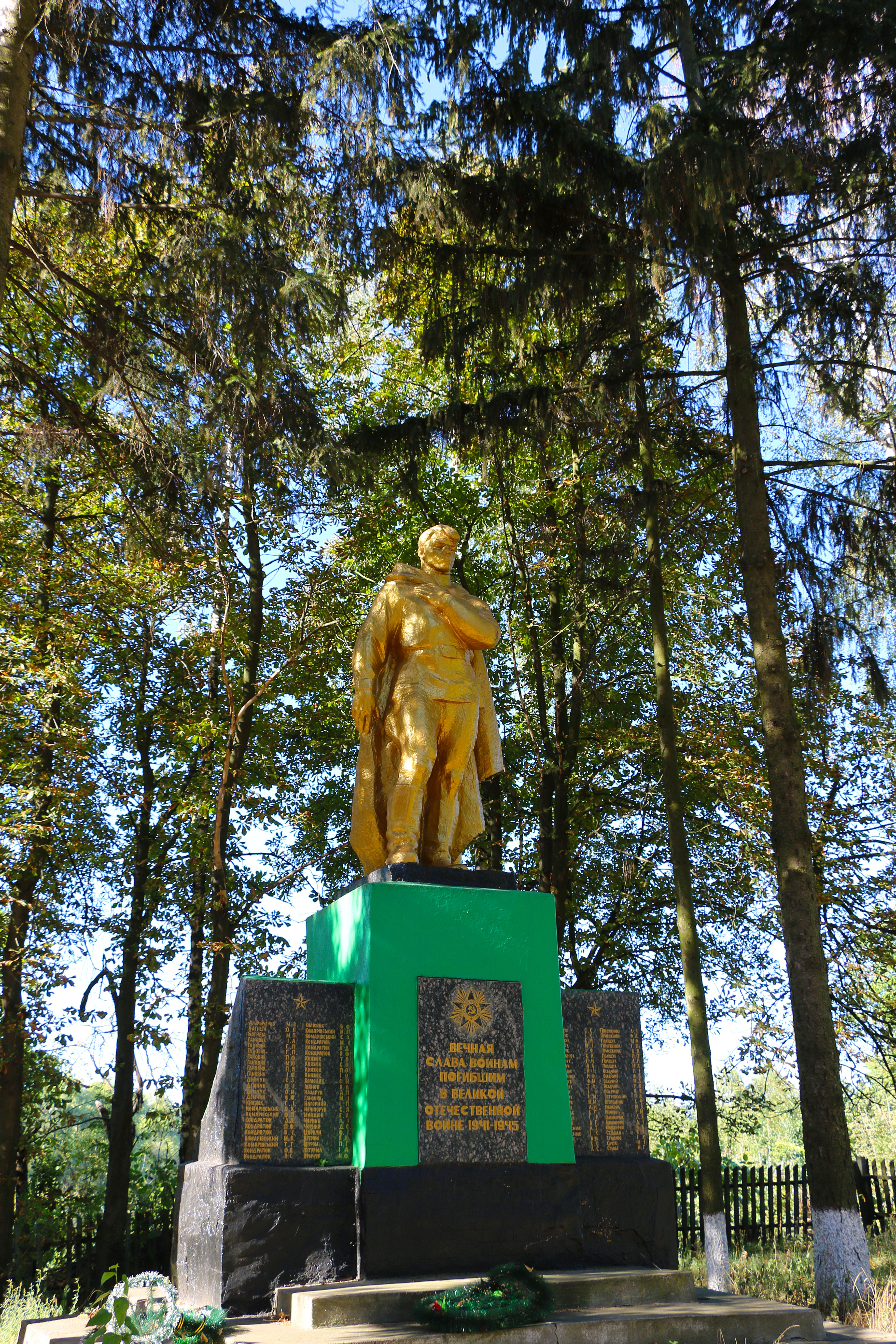
Пам'ятник воїнам-односельчанам